# HOTEL
『HOTEL』（ホテル） は、シナリオ：紺間宏（大石賢一）・作画：石ノ森章太郎による日本の漫画作品。1990年から2002年にかけてTBS系でテレビドラマ化し、高視聴率を記録する人気作となった。

## 漫画
小学館ビッグコミックにて1984年9月25日号から1998年3月10日号まで連載された。第33回（昭和62年度）小学館漫画賞受賞。
漫画版は「東京プラトン」のジェネラルマネージャー・東堂や新入社員の赤川一平を中心に、バブル期で羽振りのある利用客とホテル従業員との関わりや、世界展開で肥大化するホテル経営について展開される。開始当初の「プラトン」は平均的なシティホテルとして描かれ、ホテル内で繰り広げられるトラブルをメインに描いていたが、比較的早い段階で一流のサービスを提供するプロのホテルマン集団と客の交流へと作風が変化している。青年誌で連載されていた事もあって性行為などを連想させる表現も少なくなかった。
石ノ森の没後、「HOTEL 〜ミレニアム・サービス編〜」（石森章太郎プロ、脚本：大石健一 作画協力：シュガー佐藤）が『ビッグコミック増刊号』に連載。2011年6月には、描き下ろしの新作「HOTEL 第374話『NEOホテル進化論』」（製作：石森プロ、脚本：大石健一、作画協力：シュガー佐藤）が、ウェブサイト『BIZCOM.』に掲載された。この作品群では「銀座プラトン」や「丸の内プラトン」を舞台としている。
ザ・ウィンザーホテル洞爺リゾート&スパを経営している窪山哲雄が、東堂のモデルとして知られている。
スターシステムとして、石ノ森の別作品でホテルが登場する場合はプラトン系列となる場合が多い。『仮面ライダーBlack』では劇中何度かホテル「プラトン」が登場し、京都では東堂というネームプレートを付けたホテルマンが登場する。また『マンガ青函トンネル』（1988年　日本放送協会出版）の冒頭では「東京プラトン」が登場している。

## 登場人物

### 東京プラトン
東堂克生（ジェネラルマネージャー）
主人公。36歳。プリンストン大学卒。ホテル業界では有名な、東京プラトンの生きる伝説。様々なトラブルを解決する手腕は、そのトラブルの大小に関わらず発揮されている。社長から直に問題解決などを命じられる事も多い。プラトンで結婚式を挙げた経験があるが、後に離婚している。
山崎忠邦（サブマネージャー）
最年長従業員であり、大ベテラン。東堂を全力でサポートする。日本橋のレストランからヒルサイドプラトンに引き抜かれ、東京プラトンへ。定年を前にして覇気を無くすが、赤川たちの行動によってプラトンに残ることとなる。頭の回転も速く、第20話では宿泊客が襲われた「密室事件」を解決した。妻の典江は車椅子生活を送っている。
佐伯真理（社長秘書）
第25話で初登場。東堂とはニューヨーク勤務時代からの付き合い。第54話では一億円の損害を被ることとなったプラトンを、文字通り身体を張って救った。
赤川一平（フロント）
第16話で初登場。東堂と共に作品の中心となることも多い。実習では各部署を経験する為、ベルマン、客室係、ドアマン、そしてフロントの順に異動した。会話の中ではクローク業務も行っていたようである。後半では一時営業部に異動となり、その後さらにインターナショナル部へ出向し、ニューヨーク・プラトンに転勤していたこともある。なお、初回登場時での名前は「赤川一兵」であったが、すぐに「赤川一平」となっている。実家は伊豆の旅館で、父が健在なことが第16話で語られている。
松田利春（フロント）
赤川の先輩。東堂や山崎が不在の時は、フロント業務の責任者として張り切る。少々お調子者ではあるが、ベテランらしい観察眼や、難題が降りかかった時の切り抜け方は見事。赤川とはいいコンビともいえる。プラトンを守るためなら土下座も辞さない、という信念を持った熱き男でもある。
倉田裕美（フロント）
第75話から登場。京都プラトンの新入社員だったが、東京プラトンの仕事ぶりを見ようと単身潜入して、ひと騒動を起こす。その後は東京プラトンのフロントに配属される。赤川曰く「可愛いがお転婆」。京都プラトンの新人を引き抜こうとしたメリッツホテルの代表に異を唱え、引き抜きを阻止したこともある。
清水秀樹（フロント）
赤川の後輩。
水野（フロント）
第2話に登場。908号室が永遠にチェックアウトされない理由を知る人物。
田原（フロント）
第5話に登場。宿泊客である女優・倉沢ユリの自殺未遂を発見する。
藤野タツロウ（フロント）
第39話に登場。乱暴な旧友に振り回されていたが、赤川の捨て身のタックルと東堂の鉄拳により救われる。
本丸真（フロント）
赤川の部下。柴田と同期。仮配属である。
柴田直也（フロント）
赤川の部下。本丸と同期。
岡田（クローク）
赤川の後輩。クロークの仕事にやる気を見いだせずにいた。
平野（ドアマン）
ドアキャプテン。重要な宿泊客のデータを頭にたたき込んでいる、プラトンの誇る優秀なドアマン。
立川（バンケット）
宴会部門長。
横山（バンケット）
33歳という若さでバンケットチーフに任命されるも、張り切りすぎてひと騒動を起こしてしまう。
石井（バンケット）
バンケットチーフ。矢野常務によるコストカット騒動と、プラトンのホテルランクをまとめて解決した。
村井淳子（バンケット）
「バンケットのマドンナ」と呼ばれる新人。同期の自称「フロントのマドンナ」倉田との対立が、宿泊部と宴会部の対立に発展しかけてしまう。後に宴会部から営業部へ異動。営業部配属時の赤川の先輩。
森田（レストラン）
第104話に登場。部門長。ウェイターの極意とも言える歩き方を知っている。
ガンテツ（レストラン料理長）
ガンテツとはあだ名であり、本名は不明。一人娘の結婚式であっても、厨房を離れることはない。
村木（コック）
第112話に登場。「メニューに載っていないメニュー」という客のわがままに応えるべく動く。
田島辰男（コック）
田舎の父親は板前で、夢を抱いて上京した。
中村（コック）
第111、112話に登場。料理の名前や調理法を驚くべき早さでマスターした。「メニューに載っていないメニュー」を巡った騒動のきっかけになった。
木村庄助（日本酒ソムリエ）
2階にある日本料理店「黒川」の板前。酒に溺れて包丁を握れなくなり、退職を前にして店の酒の盗み飲みを繰り返していた。厄介者扱いをされているが日本酒の味や知識はもちろん、製造してからの経過期間すら当てることができるほどの舌を持つ。中島とクロードのいざこざがきっかけで、日本酒担当のソムリエとしてプラトンに残ることになる。
和田（バスボーイ）
第111話に登場。レストラン勤務。皿を下げるだけの仕事に不満があったが、コックの中村の夢の為に協力をする。自身の夢はオーダー・テイカー。
三田村（モーニング・ヴッフェ）
第101話に登場。テーブル・ウォッチングに長けたウェイター。
池田（カフェ）
竹田（ラウンジバーテンダー）
48階のスカイラウンジ「バレンシア」のバーテンダー。
望月（ピアニスト）
ラウンジピアニスト。かつては音楽大学の助教授に近い場所にいた。
星野（客室係）
第88話に登場。プロボクサーに右ストレートを叩き込む、「プラトンのビッグママ」。
小林（苦情処理係）
どんなトラブルも、最後には「素晴らしいホテルだ」と言わせてしまうほどの、クレーム処理の達人。
堀田（遺失物係）
第103話に登場。プラトンに残されたあらゆる物を、持ち主に返すまで永遠に保管している。
須田（清掃係）
第4話に登場。ホテル内のあらゆるところに現れては何かをくすねている老婆。
篠田（営繕係）
営繕責任者。ホテル内の電球ひとつひとつの種類や交換時期などを熟知している。
石橋（営繕係）
テレビ取材の最中に起こった客室火災の修復を、一日で行う羽目になる。
南（営繕係）
プラトンのシンボルである「光の塔」の伝説を追う新人。
小杉（エンジニア）
中央監視室エンジニア。かつてはボイラーマンで、東京プラトンの原型とも呼べるホテル・ヒルサイドプラトンで働いていた。
青山（営業部）
赤川の同期で、自信家。
桂木（営業部）
原田（広報部企画課）
プラトンの経営や企画関係で、東堂とことあるごとに激突する。
矢野信太郎（経理担当）
第88話から登場。富井銀行から出向。登場時は経理担当常務で、プラトンのコストカットに力を注いでいた。
山本（オペレーター）
プラトンのテレフォンオペレーター。英語が堪能で、通訳を任せられることが多い。
牧典子（ブライダルコンサルタント）
地図好きが高じて、東京都内の地理情報を熟知している。
井上（メイル係）
吉田（警備員）
神保（契約医師）
第3話より登場。東京プラトンの契約医。離婚歴がある。
西条寺（契約マッサージ師）
「人生のツボ師」と呼ばれるマッサージ師。
町田浩（生花店主）
プラトン内のアーケードにある生花店の店主。

### 他プラトン関係者

#### 横浜プラトン
- 渡辺（レジデンシャル・マネージャー）
- 若山（総料理長）
- アントニオ（フードディレクター）
- 竹村（調理師）

#### 札幌プラトン
- 竹内吾郎（札幌プラトン従業員）
スキージャンパーでもあり、札幌プラトンの冬季プロジェクトを任せられる。
- 遠藤（札幌プラトン従業員）

#### ニューヨーク・プラトン
- ブルース・ライアン（ニューヨーク・プラトン・マネージャー）
- クリス（ニューヨーク・プラトン・従業員）
- アレックス（ニューヨーク・プラトン・ポーター）
- キャサリン（ニューヨーク・プラトン・フロント）

### その他、宿泊客など
市川、二本松、三島（プラトンOB）
第38話に登場。十数年前にプラトンを退職するも、インフルエンザによるスタッフの欠勤が相次ぐプラトンを救う為に、東堂が呼び寄せた「オールド・プラトンマン」。市川はヒルサイド出身で「フロントの神様」、二本松は「プラトンの顔」と呼ばれた名ドアマン、三島は何万個もある旅行カバンを自在に操る名物ドアマンと、いずれも大ベテラン。同じくヒルサイド出身で、東京プラトン最年長スタッフの山崎に「こわい大先輩」と呼ばれる。
本山弘康（ホテル評論家）
東堂の高校時代からの友人。国内ホテルの評価をする。
三木（雑誌記者）
ホテル業界誌「THE HOTELMAN」の記者。
吉成
水産会社の社長。ドケチで有名らしい。
中島吾一（和食研究家）
山崎の旧友で、元老舗天麩羅屋。プラトンのハウスキーパー目当てに何度も宿泊する。
クロード
中島の友人。海外のホテル事情に詳しい。中島の恋愛騒動がきっかけで、中島と共にたびたびプラトンに顔を見せるようになる。
丸山（タクシードライバー）
プラトンのスタッフや宿泊客の送迎をしているタクシードライバー。
津島
第60話に登場。長期滞在客である三田財閥の長に仕えていた執事。主の死により、自分が「プラトンのオーナー」と思い込んで行動するようになってしまう。

## 書誌情報
- ビッグコミックス『HOTEL』全37巻
最終巻は石森章太郎プロが著者になった『ANNEX編』となり（話数が「GUEST-」に）、最終話は「GUEST-9／NYプラトン ブルース・ライアン ―プラトンよ永遠に―」となっている。
- 小学館コミック文庫『HOTEL 1』-『HOTEL 25』
- 電子書籍「石ノ森章太郎デジタル大全」『HOTEL』全30巻
ビッグコミックス・小学館コミック文庫版最終巻収録の『ANNEX編』は収録されず、『ビッグコミック』1998年3月10日号の322話「電子会議」が最終話となっている。

- 「電子会議」・「GUEST-9／NYプラトン ブルース・ライアン ―プラトンよ永遠に―」はいずれも石ノ森没後の発表だが、「電子会議」は通常の話、「GUEST-9」最終ページは明確に「最終回」をイメージしたイラストになっている。

## HATAGO［旅籠］
『HATAGO［旅籠］』は『HOTEL』シリーズの番外編となる作品（1994年から1995年に『ビッグコミック』増刊号・『ビッグゴールド』で不定期掲載された）。舞台は江戸時代末期の横浜の旅籠・江戸屋。「HOTELチョンマゲ版」という副題がついており、第1巻（1994年、ISBN 978-4091891211）と第2巻（1996年、ISBN 978-4091891228）が刊行された。
登場人物の主人公・一平、女将・まり、大番頭・東次郎、女中・おひろは、それぞれ『HOTEL』の赤川一平、佐伯真理、東堂克生、倉田裕美に対応する役名となっている。
また、『HOTEL』に登場する専属医師・神保も神保あけみ役として登場するほか、一平の姉も登場する。